# Via Ostiensis

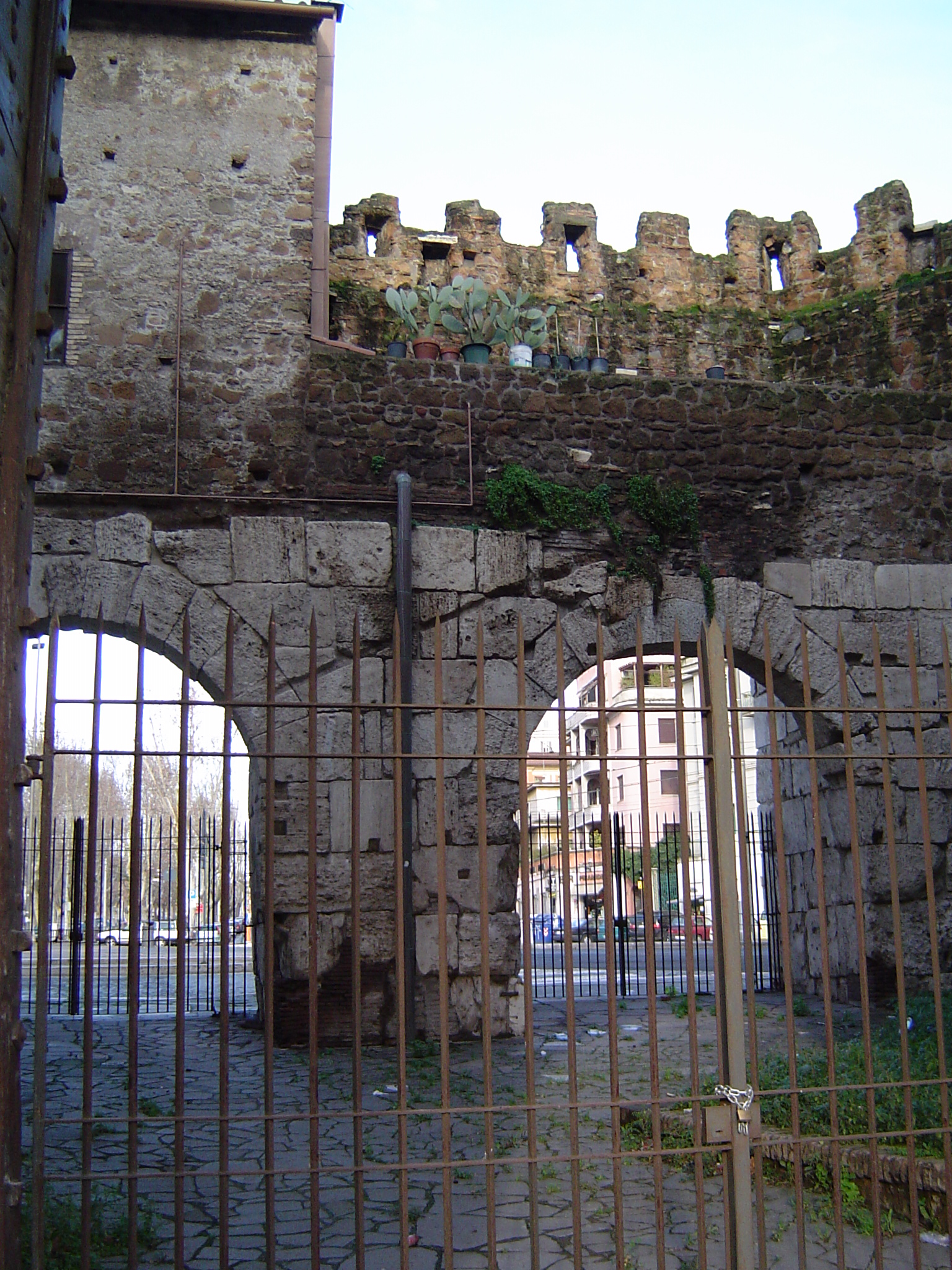
Partie de la via Ostiensis qui traverse le mur d'Aurélien par la porta San Paolo.

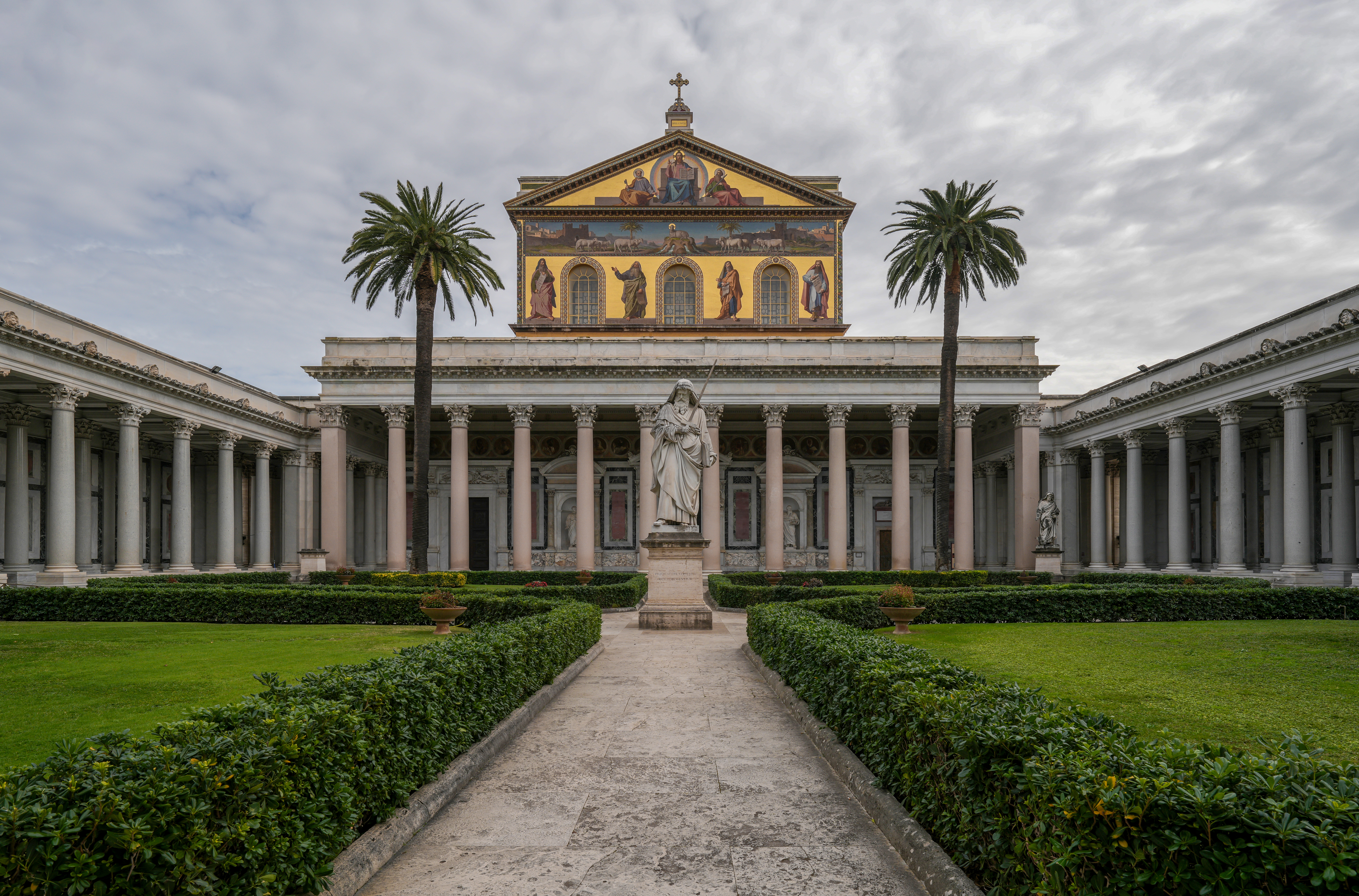
Façade la basilique Saint-Paul-hors-les-murs.

La via Ostiensis (en italien : via Ostiense) est un élément important dans le réseau routier de la Rome antique et du Latium. 
Elle reliait sur 30 km la ville de Rome à l'important port maritime d'Ostie, d'où son nom.
La route partait de la porta Trigemina, au niveau du mur servien, et continuait, selon les sources, soit entre le Tibre et l'Aventin, soit à travers l'Aventin, entre les deux buttes constituant cette colline. Lorsque, plus tard, le mur d'Aurélien a été construit, la via Ostiensis quittait la ville par la Porta Ostiensis (de nos jours appelée Porta San Paolo). La route suivait la rive gauche du Tibre.
À son arrivée à Ostie, la via Ostiensis traversait la nécropole d'Ostie, puis parvenait à la porta Romana, entrée de la cité, et se prolongeait dans l'agglomération sur 800 m en droite ligne par le decumanus maximus.
À la fin de l'Empire romain, le commerce souffrit d'une crise économique et le port d'Ostie déclina. Après le règne de l'empereur Constantin, la via Portuensis qui desservait Portus sur l'autre rive du Tibre lui fit concurrence et le trafic de la via Ostiensis continua de diminuer. 
Aujourd'hui, une nouvelle via Ostiense reprend un tracé de l'ancienne. Elle se développe entièrement dans la commune de Rome et est l'un des principaux liens entre le centre de la ville et le faubourg moderne d'Ostie.
Sur son parcours, la route passe près de l'importante basilique Saint-Paul-hors-les-Murs, une des quatre basiliques majeures catholiques.